# John Wong Soo Kau
John Wong Soo Kau (chiń. 黃士交; pinyin Huáng Shìjiāo; ur. 6 czerwca 1968 w Sandakan) – malezyjski duchowny katolicki, arcybiskup Kota Kinabalu od 2012.

## Życiorys
Święcenia kapłańskie otrzymał 21 stycznia 1999 i został inkardynowany do archidiecezji Kota Kinabalu. Od 2007 był prezbiterem diecezji Sandakan. Po święceniach pracował jako wikariusz w archikatedrze, zaś w latach 2002-2004 studiował w Rzymie. Po powrocie do kraju był dyrektorem centrum formacyjnego, zaś w 2008 został wicedyrektorem roczników propedeutycznych w kolegium w Kuching.
21 czerwca 2010 papież Benedykt XVI mianował go koadiutorem archidiecezji Kota Kinabalu. Sakry biskupiej udzielił mu 1 października 2010 arcybiskup John Lee Hiong Fun-Yit Yaw. Rządy w diecezji objął 1 grudnia 2012 po przejściu na emeryturę poprzednika.
Paliusz otrzymał z rąk papieża Franciszka w dniu 29 czerwca 2013.